# Vollstetiger Operator
Vollstetige Operatoren werden im mathematischen Teilgebiet der Funktionalanalysis untersucht. Es handelt sich um gewisse lineare Operatoren zwischen Banachräumen, die eng mit den kompakten Operatoren zusammenhängen, sie werden auch Dunford-Pettis-Operatoren genannt.

## Definition
Ein linearer Operator zwischen zwei Banachräumen heißt vollstetig, wenn das Bild jeder in der schwachen Topologie kompakten Menge in der Normtopologie des Bildraums kompakt ist.
In Formeln: Der lineare Operator {\displaystyle T:X\rightarrow Y} zwischen Banachräumen heißt vollstetig, wenn für alle schwach-kompakten {\displaystyle K\subset X} das Bild {\displaystyle T(K)} normkompakt ist.
Diese Definition geht auf Hilbert zurück. Genauer hat Hilbert folgende äquivalente Charakterisierung verwendet:
Ein linearer Operator zwischen Banachräumen ist genau dann vollstetig, wenn jede schwach-konvergente Folge auf eine normkonvergente Folge abgebildet wird.

## Bemerkungen
- Nicht alle Autoren unterscheiden zwischen Vollstetigkeit und Kompaktheit. So verwendet Heuser diese Begriffe synonym und meint damit kompakte Operatoren.[3] Das ist insbesondere dann nicht unüblich, wenn sich Autoren ohnehin nur für Operatoren auf Hilberträumen interessieren. So nennt man C*-Algebren, deren sämtliche irreduzible Hilbertraumdarstellungen ihre Bilder in den kompakten Operatoren haben, CCR-Algebren, wobei CCR für completely continuous representation steht.[4] Es ist daher zu empfehlen, die vom jeweiligen Autor verwendete Definition der Vollstetigkeit zu prüfen.

- Der Raum der vollstetigen Operatoren zwischen zwei Banachräumen ist ein abgeschlossener Unterraum des Raumes aller beschränkten Operatoren zwischen diesen Banachräumen.[5] Ferner erfüllen die vollstetigen Operatoren die Idealeigenschaft, das heißt ein Produkt zweier Operatoren zwischen Banachräumen ist vollstetig, sobald einer der Faktoren es ist.

- Der Begriff des vollstetigen Operators wird in der Definition der Dunford-Pettis-Eigenschaft verwendet. Daher nennt man vollstetige Operatoren auch Dunford-Pettis-Operatoren.[6]

- Jeder stetige lineare Operator {\displaystyle T:\ell ^{1}\rightarrow Y} in einen Banachraum {\displaystyle Y} ist vollstetig, denn nach einem Satz von Issai Schur ist jede schwach-konvergente Folge in {\displaystyle \ell ^{1}} bereits normkonvergent.[7][8]

## Vergleich mit kompakten Operatoren
Kompakte Operatoren werden ganz ähnlich definiert, dort verlangt man, dass das Bild jeder beschränkten Menge relativ kompakt ist, das heißt einen kompakten Abschluss hat.
Für einen Operator {\displaystyle T:X\rightarrow Y} zwischen Banachräumen gilt
{\displaystyle T{\text{ kompakt }}\Rightarrow T{\text{ vollstetig }}\Rightarrow T{\text{ stetig }}}
Die Umkehrungen gelten nicht. So ist die Identität auf dem Folgenraum {\displaystyle \ell ^{1}} vollstetig aber nicht kompakt. Die Identität auf {\displaystyle \ell ^{2}} ist stetig aber nicht vollstetig.
In obiger Definition der Vollstetigkeit wird von {\displaystyle T(K)} Normkompaktheit gefordert und nicht nur relative Kompaktheit wie in der Definition des kompakten Operators. Das macht hier keinen Unterschied, denn ist {\displaystyle T} ein vollstetiger Operator, so ist er stetig bzgl. der Normtopologien (auch wenn man in der Definition nur relative Kompaktheit verlangt) und daher auch stetig bzgl. der schwachen Topologien. Also ist das Bild {\displaystyle T(K)} einer schwach-kompakten Menge stets schwach-kompakt und daher schwach-abgeschlossen, erst recht also normabgeschlossen, so dass relative Kompaktheit hier bereits Normkompaktheit bedeutet.
Für Operatoren auf reflexiven Banachräumen mit Werten in beliebigen Banachräumen fallen die Begriffe Vollstetigkeit und Kompaktheit zusammen, denn beschränkte Mengen und relativ schwach-kompakte Mengen sind in reflexiven Räumen identisch.

## Vergleich mit schwach-kompakten Operatoren
Die Klassen der vollstetigen und der schwach-kompakten Operatoren umfassen beide die Klasse der kompakten Operatoren und liegen beide in der Klasse der stetigen Operatoren. Eine allgemeine Beziehung zwischen vollstetigen und schwach-kompakten Operatoren besteht allerdings nicht.
Die Identität auf {\displaystyle \ell ^{1}} ist nach obigem vollstetig, sie ist aber nicht schwach-kompakt, denn sonst wäre die beschränkte Einheitskugel in {\displaystyle \ell ^{1}} schwach-kompakt und {\displaystyle \ell ^{1}} wäre reflexiv, was aber nicht der Fall ist.
Die Identität auf {\displaystyle \ell ^{2}} ist schwach-kompakt, denn {\displaystyle \ell ^{2}} ist reflexiv, aber sie ist nicht vollstetig, denn sonst wäre die schwach-kompakte Einheitskugel norm-kompakt und {\displaystyle \ell ^{2}} wäre endlichdimensional, was aber nicht der Fall ist.
Es gibt eine wichtige Klasse von Räumen, auf denen alle schwach-kompakten Operatoren vollstetig sind, das sind die Räume mit der Dunford-Pettis-Eigenschaft.